# Лестер Пелт'єр
Лестер Стефан Пелт'єр (англ. Lester Stefan Peltier; рід. 13 вересня 1988 року) — тринідадський футболіст, нападник вірменського «Алашкерта» і збірної Тринідаду і Тобаго.

## Кар'єра
Вихованець футбольної команди коледжу св. Антонія. У 2006 році увійшов до складу однієї з найсильніших команд країни «Сан-Хуан Джаблонтех». Також на батьківщині Пелтер виступав за клуб «Ма Пау».
У 2011 році нападник переїхав до Словаччини. Перший закордонний сезон Пелтер провів у «Тренчині», де йому непогано вдалося заявити про себе. Через рік він перейшов в братиславський «Слован», у складі якого він ставав чемпіоном Словаччини і володарем кубка країни.
7 лютого 2016 року Пельт'єр підписав контракт з казахським «Іртишем» (Павлодар), проте трохи більше тижня по тому, футболіст і клуб погодилися скасувати контракт за взаємною згодою у зв'язку із сімейними обставинами.
Далі недовго грав за чеський «Пршибрам» та бельгійський  «Патро Ейсден», а на початку 2017 року перейшов у вірменський «Алашкерт», з якою став чемпіоном Вірменії в тому ж році.

## Збірна
З 2008 року Лестер регулярно викликається до національної збірної. У її складі був учасником Золотого кубка КОНКАКАФ 2015 року.

## Досягнення
- Чемпіон Словаччини (2): 2013, 2014
- Володар Кубка Словаччини (1): 2013
- Чемпіон Вірменії (1): 2016/17